# Церква Святого Василя Великого (Річка)
Церква Святого Василя Великого (Річка) — дерев'яна гуцульська церква в с. Річка Івано-Франківської області, Україна, пам'ятка архітектури національного значення. 

## Історія
Церква розташована в центрі села біля головної дороги, була  збудована в 1896 році, а освячена в 1900 році. В 20-х роках ХХ ст. інтер'єр храму був розмальований.  У радянський період церква  охоронялась як пам'ятка архітектури Української РСР (№ 1172). Церква використовується громадою Православної церкви України, в ній служив о. Володимир Левицький.

## Архітектура
Церква п'ятизрубна хрестоподібна в плані з квадратною навою і невеликими зрубами бокових рамен. Вершки двоскатних дахів бокових зрубів розташовані на середині вершини восьмигранної частини зрубу нави де розташована баня. Із західної сторони до подовженого бабинця прибудовано засклений ганок. Ще один ганок прибудовано до південного рамена нави. До вівтаря прибудована ризниця. Опасання розташоване навколо церкви на вінцях зрубів. Верхня частина церкви від опасання перекрита бляхою. Стіни храму були розмальовані живописом.